# Dionisio Guerri
Dionisio Guerri (Verona, 1610 – 1640) è stato un pittore italiano.
Fin da giovane dimostrò attitudine verso la pittura e, disponendo di sufficienti risorse economiche, si trasferì a Mantova per frequentare la scuola del pittore Domenico Fetti. Morì assassinato nel 1640. Nella sua breve carriera dipinse quattro quadri per la sagrestia della chiesa di Sant'Eufemia a Verona in cui rappresentò alcuni momenti della vita di Sant'Agostino; di queste, a parte il Battesimo di Sant'Agostino oggi al museo di Castelvecchio, la sorta è ignota.